# پایگاه هوایی لیامبیر
پایگاه هوایی لیامبیر (به انگلیسی: Lyambir (air base)) یک فرودگاه نظامی است که یک باند فرود بتن دارد و طول باند آن ۲۰۰۰ متر است. این فرودگاه در شهر  سارانسک کشور روسیه قرار دارد و در ارتفاع ۱۹۹ متری از سطح دریا واقع شده است.